# Instituto de Fomento y Asesoría Municipal
El Instituto de Fomento y Asesoría Municipal (IFAM) es una institución autónoma de Costa Rica. Su función es la de servir como ente asesor de los gobiernos locales costarricenses conformados en cada una de las 82 municipalidades del país. 
Su actual presidenta es Marlen Luna Alfaro.
Ya en el artículo 19 del primer Código Municipal se incluyó la obligatoriedad de crear una institución autónoma para asesoría municipal. La Ley Constitutiva del IFAM se remitió por el Poder Ejecutivo al Parlamento el 11 de noviembre de 1970 donde fue aprobada y entró en rigor el 9 de febrero de 1971 al ser firmada por el presidente José Figueres Ferrer.